# Мосес (Алабама)
Мосес (енгл. Mosses) град је у америчкој савезној држави Алабама. По попису становништва из 2010. у њему је живело 1.029 становника.

## Демографија
Према попису становништва из 2010. у граду је живело 1.029 становника, што је 72 (6,5%) становника мање него 2000. године.
| Група             | 2000.         | 2010.         |
| Белци             | 13 (1,2%)     | 15 (1,5%)     |
| Афроамериканци    | 1.077 (97,8%) | 1.007 (97,9%) |
| Азијати           | 1 (0,1%)      | 0 (0,0%)      |
| Хиспаноамериканци | 5 (0,5%)      | 19 (1,8%)     |
| Укупно            | 1.101         | 1.029         |